# Herma de Jong
Herma de Jong (Baarn) is een professioneel hoedenontwerper en couturier. Na haar opleiding aan het lyceum De Amersfoortse Berg volgde zij een technische modeopleiding en beeldhouwen aan de Gooische Academie. In 1991 startte ze als ontwerpster onder de naam Hermalijn in een historisch pakhuis in de Baarnse Weteringstraat. Sinds 1 juli 2021 is Herma de Jong Artist in residence in Kasteel Groeneveld in Baarn.
Herma de Jong geeft stageplekken aan de Kunstacademie in Arnhem, de Academie voor schone kunsten in Den Haag, de HKU in Utrecht. In haar atelier of op locatie geeft ze cursussen, lezingen en workshops.

## Hoeden en kleding
Herma de Jong ontwerpt hoeden en couture-kleding voor bekende en onbekende Nederlanders en bij speciale gelegenheden zoals Prinsjesdag. Zo werden haar ontwerpen verkozen tot de meest gewaardeerde hoed op Prinsjesdag: in 2013 was dat de hoed van Lea Bouwmeester en in 2014 de hoed van Pia Dijkstra. In 2015 ging de Baarnse minister Edith Schippers geheel gekleed in creaties van Herma de Jong met bijpassende hoed en tas. Herma de Jong ontwerpt zeer uiteenlopende hoeden voor feestelijkheden, trouwerijen en uitvaarten, casuals voor zomer, regen en winter, van kleine feestelijke haarversieringen (fascinators) tot couturehoeden met brede randen. Een aantal van haar hoeden zijn op meerdere manieren te dragen. Opvallend zijn de hoedenontwerpen voor vrouwen die (tijdelijk) zonder eigen hoofdhaar door het leven gaan, juist omdat het daarbij niet opvalt dat het om speciale ontwerpen gaat.

## Stijl
Herma de Jong is een vormgeefster van vrouwelijke en strakke ontwerpen met sprankelende kleuren, maar ook met ’verstilde’ tinten. Zij werkt veel met vilt en sinamay voor haar hoeden en voor haar couture kleding gebruikt zij vooral natuurlijke stoffen als zijde en wol. Haar ontwerpen herkent men aan de technische vormgeving en rijke materialen. Inspiratie haalt Herma vaak uit films, muziek, literatuur, mythologie, natuur en wetenschap. Om inspiratie op te doen gaat zij regelmatig naar het buitenland en zoekt daar ook naar nieuwe materialen. Zo reisde zij in maart 2016 met een handelsmissie van de Kamer van Koophandel naar China, samen met een groep Nederlandse modeontwerpers.
In 2004 en 2007 werd zij genomineerd voor de mondiale hoedenprijs, respectievelijk met haar bewegende en Bloeiende Poppyhat en haar Queen of Darkness. Het Gemeentemuseum Den Haag kocht een hoed van haar aan.

## Tentoonstellingen (selectie)
- 2016: Expositie De Hoed en de Kunst[9]
- 2012: Expositie Dutch Design and Fashion – Huis van Oranje Oranienbaum, geopend door Koningin Beatrix en de Bondspresident van Duitsland.[10]
- 2002: Onder een hoed – Palthe Huis Oldenzaal[11]